# Cunsdorf (Reichenbach)
Cunsdorf ist ein Ortsteil der Großen Kreisstadt Reichenbach im Vogtland im Vogtlandkreis (Freistaat Sachsen). Er wurde am 1. April 1924 eingemeindet und bildet heute eine eigenständige Gemarkung innerhalb der Kernstadt Reichenbach im Vogtland.

## Geografie

### Lage

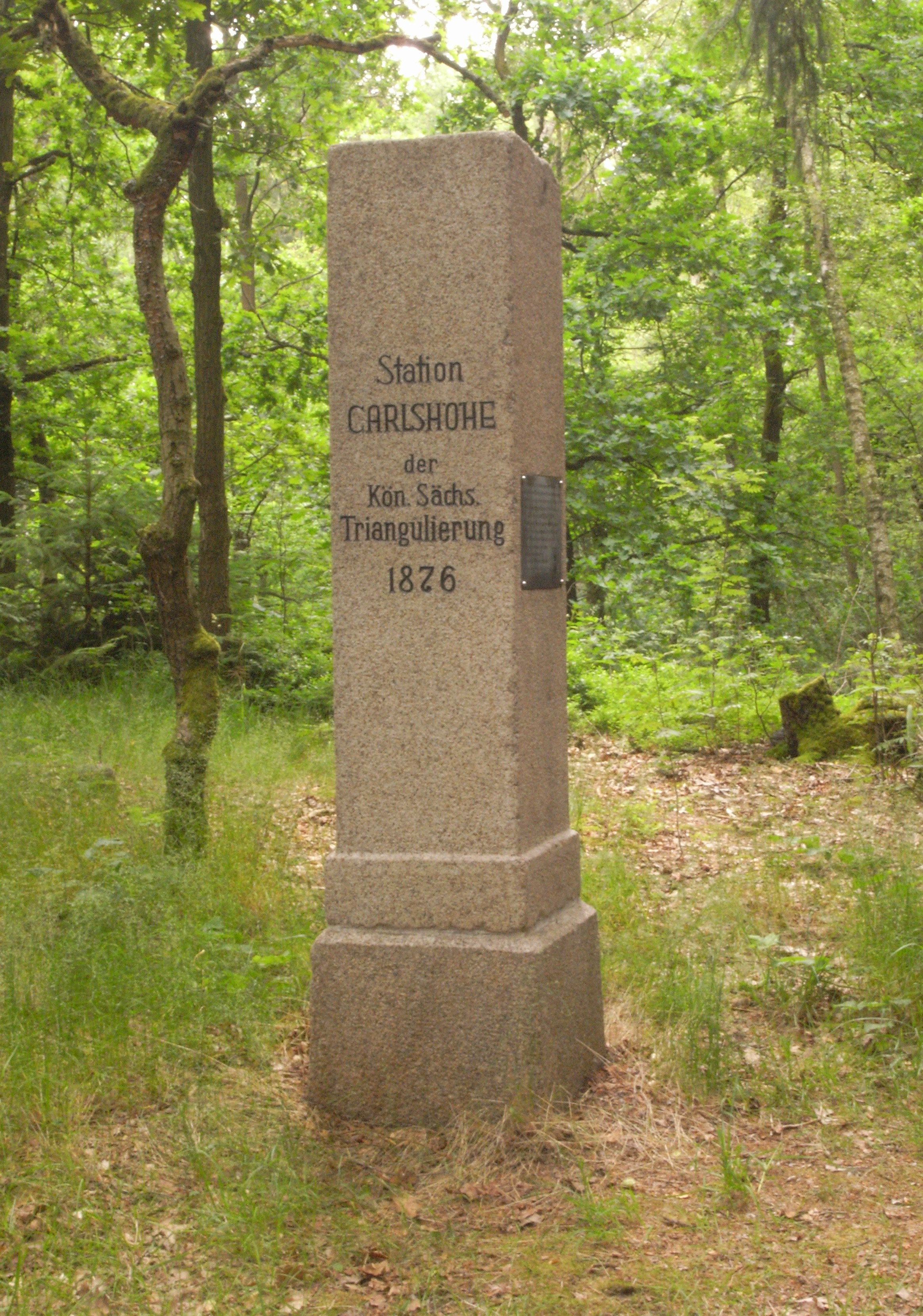
Station 138 Carlshöhe

Cunsdorf schließt sich im Norden an den Stadtkern von Reichenbach im Vogtland an. Der Ort liegt im Osten des Naturraumes Vogtland im sächsischen Teil des historischen Vogtlands. Im Süden begrenzt der Friesenbach, ein Nebenfluss der Göltzsch, die Ortsflur. Im Norden grenzt Cunsdorf an den thüringischen Teil des Vogtlands. Die Karlshöhe (469,7 m) in der Gemarkung Cunsdorf ist der höchste Punkt der Stadt Reichenbach im Vogtland. Der Ort ist nicht zu verwechseln mit dem westlich gelegenen Elsterberger Ortsteil Cunsdorf, welcher ebenfalls an der Landesgrenze zu Thüringen liegt.

### Nachbarorte
|         | Kahmer                                      | Brunn           |
| Friesen | Kompassrose, die auf Nachbargemeinden zeigt |                 |
|         | Reichenbach                                 | Oberreichenbach |

## Geschichte
Cunsdorf wurde im Jahr 1367 als „Cunratsdorf“ erwähnt, als Heinrich Reuß, Vogt von Plauen, dem deutschen Kaiser und böhmischen König Karl IV. die Stadt Reichenbach mit den umliegenden Dörfern verkaufte.
Die Grundherrschaft über das Waldhufendorf lag ab 1577 beim Rittergut Reichenbach. Cunsdorf kam im 16. Jahrhundert mit der Herrschaft Mylau an das kursächsische bzw. spätere königlich-sächsische Amt Plauen, dem der Ort bis 1856 unterstand. Im Jahr 1764 ist im Ort ein Vorwerk nachgewiesen. 1856 wurde Cunsdorf dem Gerichtsamt Reichenbach und 1875 der Amtshauptmannschaft Plauen angegliedert.
In der zweiten Hälfte des 19. Jahrhunderts wurden in Cunsdorf einige Unternehmen gegründet. 1864 eröffnete Robert Würker an der „Kneippstraße“ eine Kammgarnspinnerei. 
Im Jahr 1876 wurde in Cunsdorf eine Brauerei gegründet. Im Jahr 1972 endete der Betrieb der Jahn-Brauerei. Zuletzt war sie nur noch Abfüllort der Plauener Sternquell-Brauerei. Seit 1766 ist in Cunsdorf Schulbetrieb nachweisbar. Im Jahr 1836 wurde im Schulverband mit dem Nachbarort Brunn ein gemeinsames Schulgebäude an der Flurgrenze bei der alten Brunner Försterei errichtet. Wegen gestiegener Schülerzahlen errichteten die Cunsdorfer im Jahr 1882 ihr erstes eigenes Schulhaus am „Friesener Weg“. Im zweiten, größeren Schulgebäude wurden die Cunsdorfer Kinder von 1912 bis 2011 unterrichtet.
Der sich nördlich an das Stadtgebiet von Reichenbach anschließende Ort Cunsdorf wurde am 1. April 1924 nach Reichenbach eingemeindet. Im Jahr 1928 erfolgte ein Gebietsaustausch und eine Grenzbereinigung zwischen dem Freistaat Sachsen und dem Land Thüringen. Dadurch wurde eine in die Flur des thüringischen Kahmer hineinragende Parzelle an Thüringen abgetreten und nach Kahmer eingegliedert.
Durch die zweite Kreisreform in der DDR kam Cunsdorf als Stadtteil von Reichenbach im Vogtland im Jahr 1952 zum Kreis Reichenbach im Bezirk Chemnitz (1953 in Bezirk Karl-Marx-Stadt umbenannt), der ab 1990 als sächsischer Landkreis Reichenbach fortgeführt wurde und 1996 im Vogtlandkreis aufging.

## Öffentlicher Nahverkehr
Cunsdorf ist mit der StadtBus-Linie 82 des Verkehrsverbunds Vogtland im Stundentakt mit Reichenbach und Reuth verbunden. Diese Linie nimmt am Rendezvous-Knoten auf dem Postplatz in Reichenbach teil und bietet damit Anschlüsse in die ganze Stadt.